# Kerry GAA
De Kerry County Board of the Gaelic Athletic Association (GAA) of Kerry GAA is een van de 32 county besturen van de GAA in Ierland, en is verantwoordelijk onder meer hurling en Gaelic football in County Kerry.
De Kerry-tak van de GAA is opgericht in 1888.

## Hurling
Hurling is in County Kerry een relatief kleine sport. Het intercounty team speelt op het twee niveau van de landelijke competitie.

## Gaelic Football
Kerry GAA is met voorsprong het meest succesvolle team in de geschiedenis van Gaelic football. Zij hebben de All-Ireland Senior Football Championship 37 keer gewonnen in 56 optredens. Tot nu toe heeft Kerry GAA tegen 30 van de 31 mogelijk tegenstanders gespeeld. Alleen Kilkenny is nog nimmer de tegenstander geweest.
Kerry GAA was ook verantwoordelijk voor de "Milltown Massacre" in 1979. Men versloeg toen County Clare in Milltown Malbay op een uitslag van 9-21 tegen 1-9, een verschil van 35 punten.